# 금호동 (광주)
금호동(金湖洞)은 광주광역시 서구의 법정동이다. 행정동으로 금호1동·금호2동으로 나뉜다.

## 아파트
| 단지명                           | 건설사                             | 시행사                                       | 주소                     | 입주              | 비고 |
| -------------------------------- | ---------------------------------- | -------------------------------------------- | ------------------------ | ----------------- | ---- |
| 금부마을 한국                    | ㈜한국종합건설                     | ㈜한국종합건설                               | 서구 금화로115번길 9     | 1998년 9월        |      |
| 서당골 모아                      | ㈜모아주택산업                     | ㈜모아주택산업                               | 서구 금화로149번길 27    | 1998년 9월        |      |
| 금부마을 호반리젠시빌 3차        | 리젠시빌㈜                         | 리젠시빌㈜                                   | 서구 금화로149번길 11    | 2001년 9월        |      |
| 마재마을 호반리젠시빌 5차        | 리젠시빌㈜                         | 리젠시빌㈜                                   | 서구 화개1로78번길 8     | 2002년 11월       |      |
| 마재마을 금호베스트빌            | 금호산업                           | 금호산업                                     | 서구 화개1로78번길 18    | 2001년 10월       |      |
| 마재마을 대주파크빌 (1단지)      | ㈜대주건설                         | ㈜대주건설                                   | 서구 화개1로24번길 9     | 2000년 6월        |      |
| 마재마을 주은                    | 보성건설㈜                         | 주은산업㈜                                   | 서구 마재로 57           | 2000년 5월        |      |
| 마재마을 부영                    | 동광주택산업㈜                     | ㈜부영                                       | 서구 화개1로24번길 10    | 2000년 7월        |      |
| 마재마을 중흥 1단지              | 중흥건설                           | 중흥건설                                     | 서구 마재로 21           | 2000년 4월        |      |
| 마재마을 남양파크                | 남양건설                           | 남양건설 한국토지신탁                        | 서구 화개1로78번길 13    | 2000년 11월       |      |
| 마재마을 송촌파인힐              | 송촌건설㈜                         | 한국토지신탁                                 | 서구 마재로 65           | 2001년 4월        |      |
| 금호 코아루                      | 퀸스빌건설㈜                       | 한국토지신탁                                 | 서구 금호운천길 41       | 2006년 5월        |      |
| 금호동 아델리움로제비앙          | 대광건영㈜ ㈜한국건설              | 한국종합건설㈜ ㈜대광이엔씨 에이치케이레져㈜ | 서구 화개중앙로87번길 15 | 2017년 2월        |      |
| 마재마을 호반리젠시빌 2차        | 호반건설산업㈜                     | 한미투자개발㈜                               | 서구 화개1로 33          | 2000년 5월        |      |
| 금호지구 도시공사 1단지          | 삼능건설㈜                         | 광주도시공사                                 |                          | 1998년 9월        |      |
| 금호지구 도시공사 2단지          | 삼능건설㈜ 송촌건설㈜              | 광주도시공사                                 |                          | 1999년 9월        |      |
| 종원팰리스빌                     | 레이크건설 바우건설(유) 남흥건설㈜ | 종원건설(유)                                 |                          | 2002년 5월        |      |
| 금호동 쌍용예가                  | 쌍용건설                           | ㈜메트로건설                                 |                          | 2009년 3월        |      |
| 위파크 마륵공원                  | 호반건설 라인건설㈜ 해동건설㈜     | 마륵파크㈜ 호반건설                          |                          | 2026년 1월 (예정) |      |
| 중앙공원 롯데캐슬 시그니처 2-1BL | 롯데건설                           | ㈜한국자산신탁 ㈜빛고을중앙공원개발          |                          | 2027년 8월 (예정) |      |

## 학교
- 금부초등학교
- 마재초등학교
- 만호초등학교
- 상무초등학교
- 화개초등학교
- 광주중학교
- 금호중학교

## 방송사
- 광주CBS

## 문화시설
- 서구문화원
- 빛고을 국악전수관
- 서구문화센터